# Skorba (Słowenia)
Skorba – wieś w Słowenii, w gminie Hajdina. W 2018 roku liczyła 390 mieszkańców.